# The Shrine of Happiness
The Shrine of Happiness è un film muto del 1916 diretto da Bertram Bracken. Prodotto dalla Balboa Amusement Producing Company, fu girato in bianco e nero e venne colorato a mano col sistema Pathécolor.

## Trama
Prima di morire, Dave Scott dice alla figlia Marie di andare a cercare Dick Clark, suo vecchio socio, al quale lui vuole affidare la ragazza. Quando Marie trova finalmente Dick, tra i due si instaura un rapporto padre-figlia che sfocia ben presto in amore. Ma Dick, rendendosi conto della differenza di età tra loro due, spinge Marie ad accettare la corte di Ted, suo fratello minore. Il giorno del matrimonio, Ted però si rende conto che Marie e Dick sono innamorati e decide di lasciare la città, lasciandoli liberi e chiedendo loro in una lettera di coronare il loro sogno d'amore.

## Produzione
Il film fu prodotto dalla Balboa Amusement Producing Company. Venne girato negli studi californiani della Balboa, ma fu colorato in Francia, nei laboratori parigini della Pathé.

## Distribuzione
Distribuito dalla Pathé Exchange, il film uscì nelle sale cinematografiche USA il 18 febbraio 1916. Non si conoscono copie ancora esistenti della pellicola che viene considerata presumibilmente perduta.